# Jan P. Syse
Jan Peder Syse (25. november 1930 – 17. september 1997) var en norsk politiker, der repræsenterede partiet Høyre.
Han var Norges statsminister 1989-1990 i en koalitionsregering bestående af Høyre, KrF og Senterpartiet.